# الروضة (القاهرة)

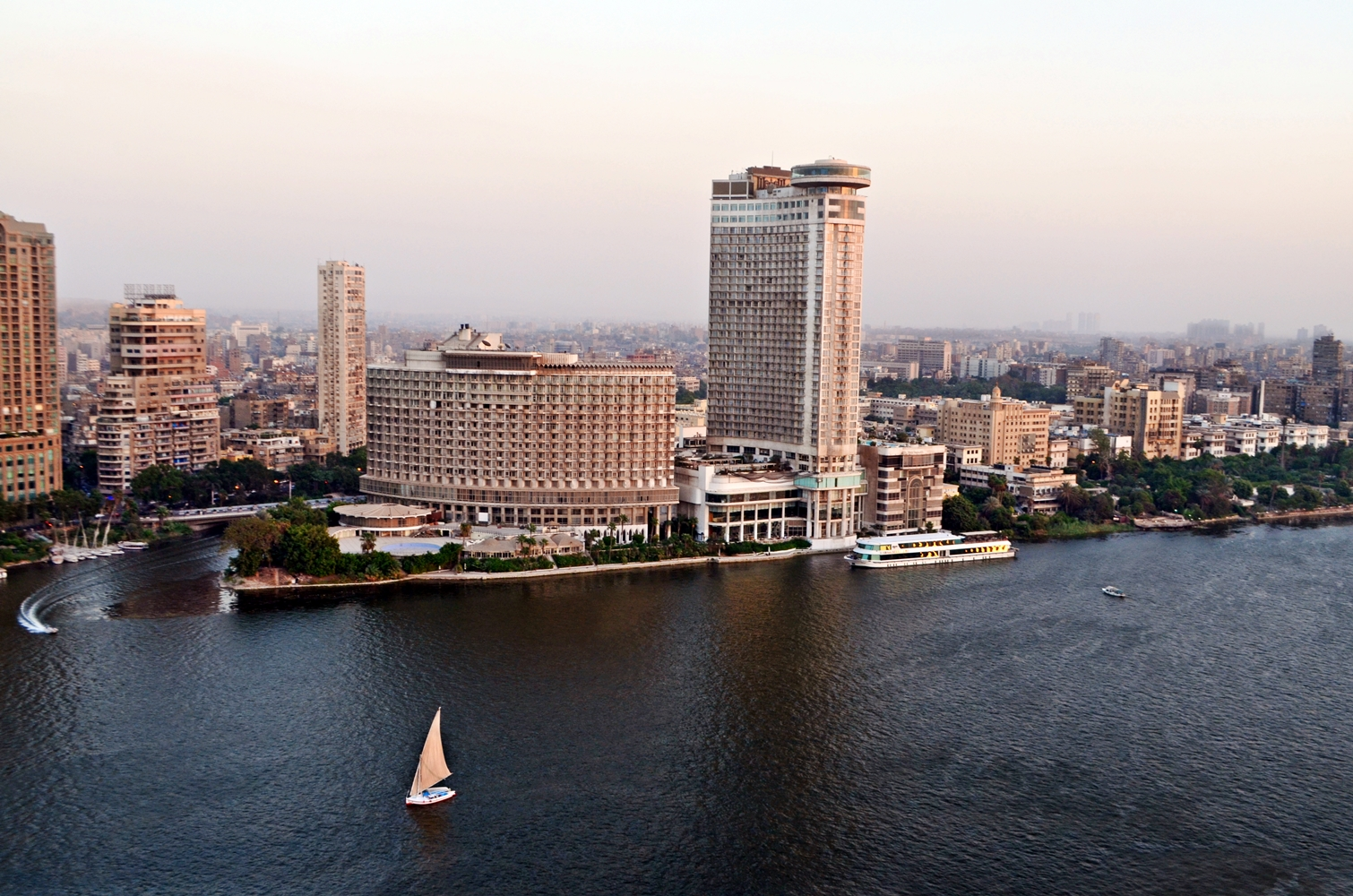
الطرف الشمالي لجزيرة الروضة.

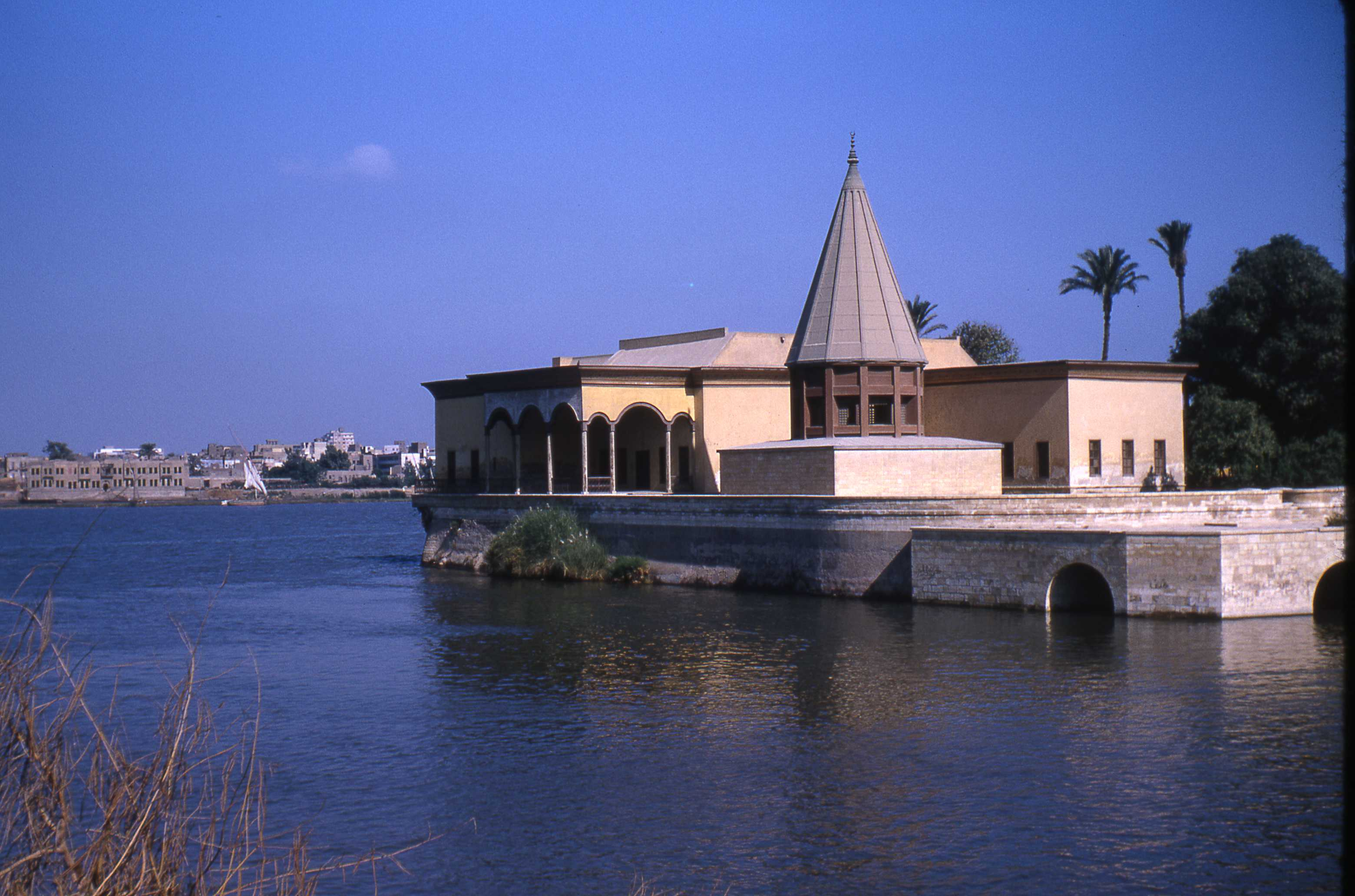
مقياس النيل الملحق بقصر المناسترلي بالروضة

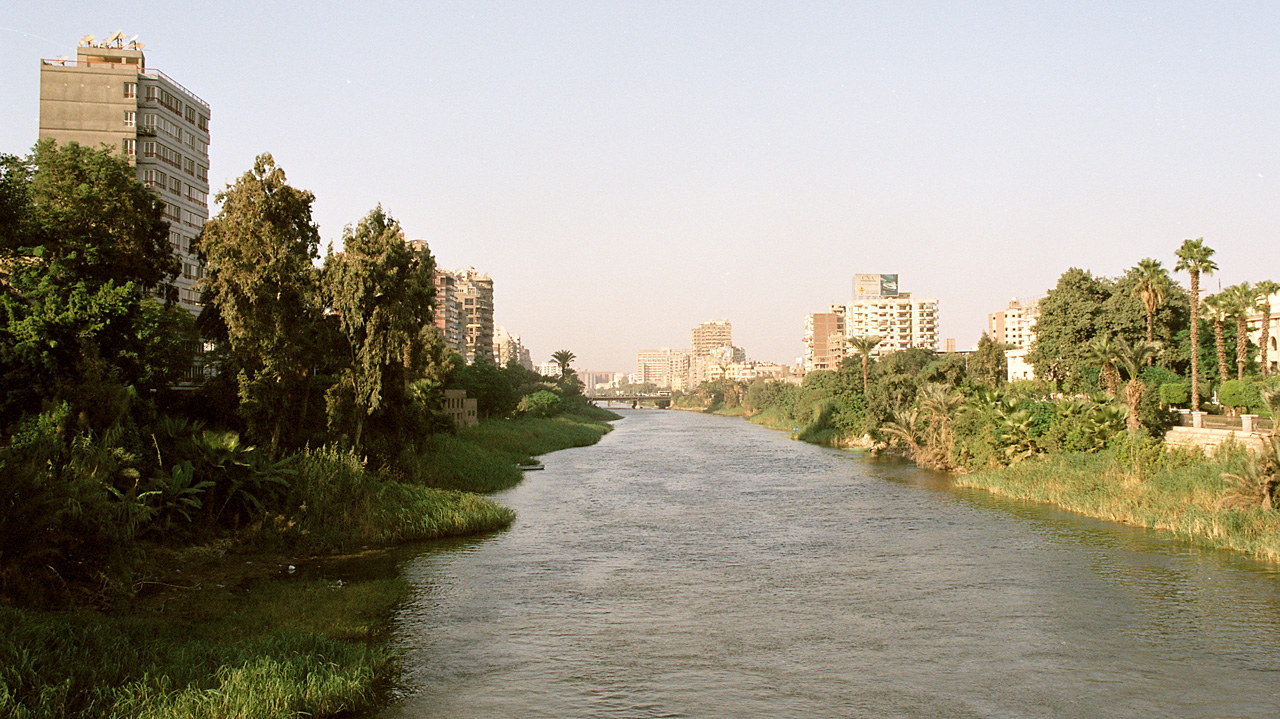
فرع النيل الفاصل بين جزيرة الروضة ومصر القديمة (القاهرة)

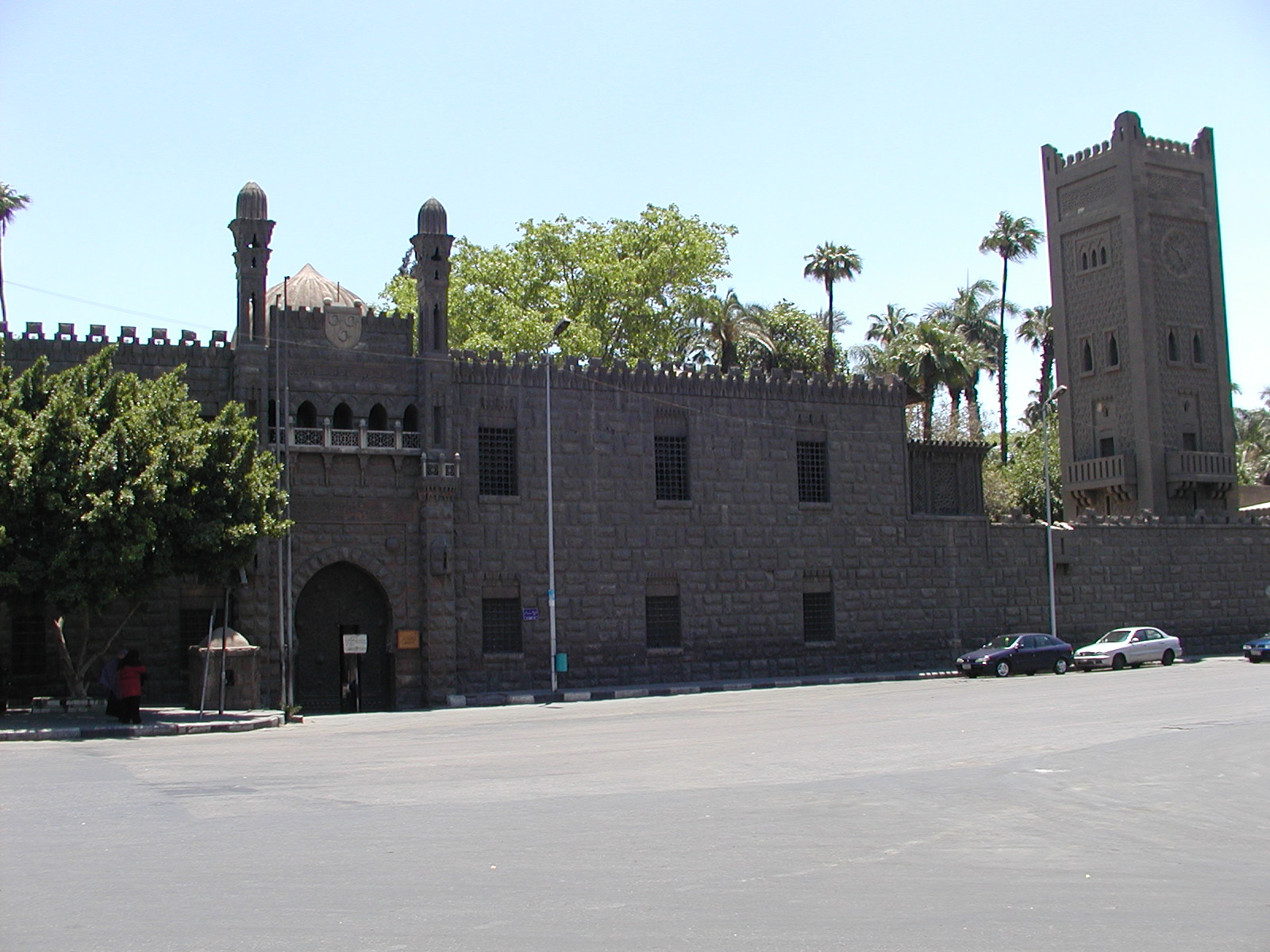
قصر الأمير محمد علي بالمنيل

جزيرة الروضة هي إحدى ثلاث جزر في نهر النيل بين القاهرة والجيزة، وإن كانوا تابعين لمحافظة القاهرة. وإداريا فإن جزيرة الروضة تتبع قسم مصر القديمة.
يربطها بالقاهرة 5 جسور، وبالجيزة جسرين.
شارع الروضة الذي يربط جسر الجيزة (عباس) غربا بجسر الملك الصالح شرقا، يقسم جزيرة الروضة إلى قسمين:
- الجزء الشمالي ويسمى «المنيل» (أو منيل الروضة).
- الجزء الجنوبي ويسمى «المماليك».

## تاريخ
موقع جزيرة المنيل عمل على جذب عدد من أفراد أسرة محمد على باشا ليسكن في هذة المنطقة ولبناء قصور فيها فكان للخديوي إسماعيل قصر على ضفاف النيل ومن قبله والده إبراهيم باشا بنى قصراً في جزيرة الروضة كما كان لوالدهِ عباس حلمي الأول قصر بشارع قايتباي وأخيرا بنى الأمير محمد علي باشا نجل الخديوي توفيق قصراً مسمّى بقصر المنيل أو قصر الأمير محمد على وقد تم تشييدهُ في عام 1903 ومع مرور الوقت شجع وجود أفراد أسرة محمد علي باشا
أخذ عددا من أبناء الطبقة الراقية في التوافد على منطقة منيل الروضة لبناء الفيلات والقصور مثل المحامي الشهير إبراهيم بك الهلباوي أول نقيب للمحامين في مصر ولا تزال توجد في المنيل محطة تحمل اسمه حتى الآن وهي محطة الهلباوي
كما كان هناك قصر لسعيد باشا ذو الفقار كبير أُمناء القصر الملكي منذ عهد الملك فؤاد الأول وينسب إليه ميدان الباشا أحد أهم ميادين حي منيل الروضة ويقطعهُ شارع يحمل اسمه وهو شارع سعيد ذو الفقار 
ومن الشخصيات البارزة التي سكنت بمنيل الروضة بدر الدين أبو غازي وزير الثقافة الأسبق الذي سكن المنيل منذ عام 1930 
ومصطفى بك رضا مستشار الإذاعة الحكومية المصرية للموسيقى عام 1934 وله حتى اليوم شارع بإسمه في محطة الغمراوي بالمنيل 
كما ضمت بعض الأهالي والتجار والعائلات ذات الشأن كعائلة مدكور باشا و الفقي و الوكيل و أبو جبل وفرحات وعائلة سرحان باشا وعائلة الحاج مجدي وابنه محمد مجدي الشهير بالشيق و السيدة جيهان صفوت حرم الرئيس الشهيد المنتصر محمد أنور السادات و أسرة الرئيس مبارك .
ويحكي أحد اهالي المنيل من كبار السن أن مياه الشرب كانت تصل قديما للأهالي في البيوت عن طريق السقايين الذين يملؤون بدورهم "" قرب المياه "" من حنفية مياه عمومية موضوعة في شارع الغمراوي داخل كشك خشبي ومن الطريف أنه عند زيارة الملك فاروق للصلاة في مسجد قايتباي قام المسؤولون بتغطية كشك حنفية المياه بالأقمشة حتى لا يرى الملك ما يؤذي بصره كانت هذة نبذة بسيطة عن هذا الحي العريق الذي كان مكانا للملوك والأمراء وأبناء الطبقة الراقية.

## أشهر معالمها
- مقياس النيل: مقياس النيل يقع في الطرف الجنوبي لجزيرة الروضة بمدينة القاهرة بمصر. كان يستخدم لقياس فيضان النيل، وعلى أساسه يتم تحديد الضرائب في العام الزراعي المقبل. يعد مقياس النيل بالروضة من المنشات العباسية، وقد عرف المصريون منذ أقدم العصور تشييد المقاييس في شتى أنحاء البلاد ليتعرفوا على ارتفاع النيل نظرا لعلاقته الوثيقة بري الأرض وتحصيل الخراج.
- قصر المانسترلي: قصر المانسترلي الذي يقع في نهاية الجزيرة ويطل على نهر اليل، قصر المانسترلي هو قصر أثري يعد تحفة معمارية مُقام على مساحة 1000 م2 بجزيرة الروضة بالقاهرة فتم إنشاؤه في عهد حسن فؤاد المانسترلي باشا (1851م،1267هـ) الذي ترجع تسمية القصر بهذا الاسم لموطنه بمدينة مانستر في مقدونيا. وهو ما تبقى من مجموعة بنائية قام بإنشائها حسن فؤاد المانسترلي باشا في عام (1851م/ 1267هـ) الذي يرجع موطنه إلى مانستر بمقدونيا
- متحف أم كلثوم: أقامت وزارة الثقافة متحفا ملحقا بقصر المانسترلي يحمل اسم أم كلثوم ويجمع كل مقتنياتها العامة والخاصة لكي يتواصل هذا التراث مع الأجيال القادمة واللاحقة وذلك تقديرا لفنّها الأصيل وحرصاً على تراثها القيم، وقد بدأ العمل لتجهيز وإقامة المتحف في عام 1998.
- كوبري المناسترلي. كوبري المانسترلي بين متحف أم كلثوم ومقياس النيل، وهو كوبري خشبي للمشاة تم تصميمه وزخرفتة بطريقة مميزة، وبُني هناك تمثال للمهندس “أحمد الفرغاني” الذي أنشأ مقياس النيل وذلك في وسط حديقة أمام المبنى.
- كلية طب القصر العيني (جامعة القاهرة). مستشفى القصر العيني، وهي أول مدرسة للطب تأسست بمصر في العصر الحديث في عهد محمد علي باشا، ويعود سبب التسمية لصاحب القصر أحمد بن العيني والذي بناه عام 1466م بالعصر المملوكي.
- متحف قصر المنيل. أنشأه الأمير محمد علي باشا توفيق عام 1901م. وهو مبني على الطراز الإسلامي العثماني، ويحكي من خلال مقتنياته تاريخ مصر منذ عهد محمد علي باشا حتى عهد الثورة 23 يليو 1952. كما يضم مقتنيات من القرن التاسع عشر، ويشمل سراي الإستقبال والعرش والقاعة الذهبية ومتحفاً وحديقة نادرة.
- كلية طب أسنان جامعة القاهرة. كلية طب الفم والأسنان التي تعتبر أول كلية في هذا المجال في إفريقيا والشرق الأوسط، حيث أنشئت عام 1925
- مسجد قايتباي. مسجد قايتباي الذي أنشأه السلطان الأشرف أبو النصر قايتباي بين أعوام (886 - 896 هـ)-(1481 – 1490م)،
- مسجد صلاح الدين
- سينما ميراندا وتقع على أحد جانبي الطريق إلى كوبري الملك الصالح والجزيرة والتي تقع على النيل مباشرة بشارع الملك عبد العزيز آل سعود وأصبحت مسرحا الآن وسينما جرين بالاس وسينما الروضة وكانا يقعان بشارع منيل الروضة ولم يبقى منهم شيء وسينما الروضة التي اشتهرت بحضور أنور السادات فيلم ليلة قيام الثورة للتموية ويوجد الآن فقط سينما فاتن حمامة «ميراندا سابقا»
- عمارة الأندلس